# سیارک ۱۲۳۵۸
سیارک ۱۲۳۵۸ (به انگلیسی: 12358 Azzurra، نامگذاری:1993SO2)۱۲۳۵۸مین سیارک کشف شده‌است که در ۲۲ سپتامبر ۱۹۹۳ کشف شد.